# Jäggejaure
Jäggejaure är en sjö i Gällivare kommun i Lappland och ingår i Luleälvens huvudavrinningsområde. Sjön har en area på 0,768 kvadratkilometer och ligger 458 meter över havet. Jäggejaure ligger i Sjaunja Natura 2000-område.

## Delavrinningsområde
Jäggejaure ingår i det delavrinningsområde (747243-167767) som SMHI kallar för Utloppet av Jäggejaure. Medelhöjden är 463 meter över havet och ytan är 14,19 kvadratkilometer. Räknas de 2 avrinningsområdena uppströms in blir den ackumulerade arean 20,32 kvadratkilometer. Vattendraget som avvattnar avrinningsområdet har biflödesordning 3, vilket innebär att vattnet flödar genom totalt 3 vattendrag innan det når havet efter 271 kilometer. Avrinningsområdet består mestadels av sankmarker (84 procent). Avrinningsområdet har 1,1 kvadratkilometer vattenytor vilket ger det en sjöprocent på 7,7 procent.